# Anapogonia
Anapogonia is een geslacht van spinnen uit de familie Symphytognathidae.

## Soorten
- Anapogonia lyrata Simon, 1905